# Пуерто-Мадрин
Пуерто-Мадрин (ісп. Puerto Madryn) — місто у провінції Чубут на сході Аргентини. Адміністративний центр департаменту В'єдма.

## Клімат
Місто знаходиться у зоні, котра характеризується кліматом тропічних степів. Найтепліший місяць — січень із середньою температурою 20.6 °C (69 °F). Найхолодніший місяць — липень, із середньою температурою 7.2 °С (45 °F).
| Клімат Пуерто-Мадрина   | Клімат Пуерто-Мадрина | Клімат Пуерто-Мадрина | Клімат Пуерто-Мадрина | Клімат Пуерто-Мадрина | Клімат Пуерто-Мадрина | Клімат Пуерто-Мадрина | Клімат Пуерто-Мадрина | Клімат Пуерто-Мадрина | Клімат Пуерто-Мадрина | Клімат Пуерто-Мадрина | Клімат Пуерто-Мадрина | Клімат Пуерто-Мадрина | Клімат Пуерто-Мадрина |
| Показник                | Січ.                  | Лют.                  | Бер.                  | Квіт.                 | Трав.                 | Черв.                 | Лип.                  | Серп.                 | Вер.                  | Жовт.                 | Лист.                 | Груд.                 | Рік                   |
| Абсолютний максимум, °C | 40                    | 38                    | 37                    | 35                    | 27                    | 25                    | 25                    | 28                    | 30                    | 35                    | 36                    | 38                    | 40                    |
| Середній максимум, °C   | 27                    | 27                    | 23                    | 21                    | 16                    | 12                    | 12                    | 15                    | 17                    | 20                    | 23                    | 27                    | 20                    |
| Середня температура, °C | 20                    | 19                    | 17                    | 14                    | 10                    | 7                     | 7                     | 8                     | 11                    | 13                    | 16                    | 19                    | 13                    |
| Середній мінімум, °C    | 13                    | 12                    | 11                    | 7                     | 5                     | 2                     | 2                     | 2                     | 5                     | 7                     | 10                    | 12                    | 7                     |
| Абсолютний мінімум, °C  | 3                     | 2                     | −2                    | −5                    | −6                    | −10                   | −12                   | −10                   | −6                    | −6                    | −2                    | 2                     | −12                   |
| Норма опадів, мм        | 0                     | 10                    | 10                    | 10                    | 20                    | 10                    | 10                    | 10                    | 10                    | 10                    | 10                    | 10                    | 170                   |
| Днів з дощем            | 1                     | 1                     | 1                     | 1                     | 2                     | 1                     | 1                     | 1                     | 1                     | 1                     | 1                     | 1                     | 18                    |
| Вологість повітря, %    | 49                    | 53                    | 54                    | 56                    | 63                    | 66                    | 63                    | 59                    | 58                    | 59                    | 51                    | 48                    | 57                    |
| ----------------------- | --------------------- | --------------------- | --------------------- | --------------------- | --------------------- | --------------------- | --------------------- | --------------------- | --------------------- | --------------------- | --------------------- | --------------------- | --------------------- |
| Джерело: Weatherbase    |                       |                       |                       |                       |                       |                       |                       |                       |                       |                       |                       |                       |                       |